# Kamen Rider Build
Kamen Rider Build (仮面ライダービルド Kamen Raidā Birudo?) es el título de la 28° temporada de la franquicia Kamen Rider, producida por Toei Company y emitida en TV Asahi desde el 3 de septiembre de 2017 hasta el 26 de agosto de 2018. Destaca por ser la última temporada en ser emitida en su totalidad durante la era Heisei. Esta temporada usa dos eslóganes: "¡Las leyes de la victoria han sido decididas!" (勝利の法則が決まった！ Shōri no hōsoku ga kimatta!?) y "Comencemos el experimento ahora" (さぁ、実験を始めようか。 Sa, jikken o hajimeyou ka?)

## Argumento
Hace diez años, durante una expedición a Marte, un misterioso artefacto conocido como la Pandora Box fue hallada en unas extrañas ruinas. cuando dicho artefacto fue traído a la tierra provocó la creación de gigantescos muros que dividieron a Japón en tres regiones distintas: Tōto al este, Seito al oeste y Hokuto al norte. Para hacer frente a esta catástrofe el gobierno de Tōto recluta al joven prodigio en física Sento Kiryu para ayudar a resolver el enigma que encierra la Pandora Box y poder derribar los muros. Sin embargo, la Pandora Box también atrae la codicia de la malvada organización Faust, quienes desean usarla para dar vida a unas criaturas conocidas como Smash cuyo único fin es atormentar y causar dolor a la población civil. Así pues, Sento Kiryu se vale de su inteligencia para desarrollar el cinturón de transformación Build Driver y las Full Bottles, con las cuales puede recolectar la esencia orgánica e inorgánica de los Smash que derrota. cuando una esencia orgánica y una esencia inorgánica presentan la mejor compatibilidad entre ellas pueden ser usadas por Sento para transformarse en Kamen Rider Build y luchar contra los Smash

## Personajes

### Riders
- Sento Kiryū (桐生 戦兎 Kiryū Sento?)/Kamen Rider Build (仮面ライダービルド Kamen Raidā Birudo?): es un joven científico que le fue asignada la misión de resolver el misterio que rodea la Pandora Box. Aunque experto en resolver problemas, hay un único misterio que se le resiste: su propio pasado, el único recuerdo que conserva de sí mismo involucra extraños experimentos para convertirlo en un Smash. Su identidad es una de las tramas más importantes de la serie ya que es físicamente idéntico a un músico ordinario llamado Tarō Satō (佐藤 太郎 Satō Tarō?), pero su inteligencia está al nivel de un genio. Durante la serie se revela que su verdadera identidad es la de un joven científico llamado Takumi Katsuragi. Tiene la particularidad de que cuando se emociona por algún hecho científico, un mechón de su cabello se levanta[2]
- Ryūga Banjō (万丈 龍我 Banjō Ryūga?)/Kamen Rider Cross-Z (仮面ライダークローズ Kamen Raidā Kurōzu?): es un exluchador que fue acusado injustamente de asesinar a un científico que investigaba la Pandora Box y fue enviado a al cárcel por diez años hasta que consiguió fugarse, Sento lo encuentra y le da refugio ya que cree que él tiene la clave para descifrar su pasado; gracias a su determinación consigue volverse compatible con el sistema Kamen Rider y usar las FullBottles para luchar contra los Smash. Durante la serie adquiere una extraña habilidad, la cual consiste en que su poder de pelea aumenta exponencialmente mientras más tiempo dure en batalla, más tarde es revelado que se debe a rastros del ADN de Evolt presentes en su cuerpo[3]
- Kazumi Sawatari (猿渡 一海 Sawatari Kazumi?)/Kamen Rider Grease (仮面ライダーグリス Kamen Raidā Gurisu?): es un asesino que fue contratado por el gobierno de Hokuto para combatir a Tōto y robar las Fullbottles para que Hokuto consiga desbloquear la Pandora Box y hacerse con su poder; aunque es frío y despiadado posee un código moral estricto que le prohíbe herir inocentes; Después de que Hokuto sea invadido por Seito decide formar una alianza con Sento para proteger a su gente. Al igual que Sento también sufre de amnesia[4]
- Gentoku Himuro (氷室 玄徳 Himuro Gentoku?)/Night Rogue (ナイトローグ Naito Rōgu?)/Kamen Rider Rogue (仮面ライダーローグ Kamen Raidā Rōgu?): En apariencia es el director del Instituto de Física de Tōto y quien lidera el experimento para revertir los efectos de la Pandora Box, pero en realidad es el líder de Faust, su objetivo es utilizar la Pandora Box para unificar el país de nuevo y erigirse como su gobernante. Después de ser exiliado de Tōto decide aliarse con Seito como su Rider representativo[5][6]
- Nariaki Utsumi (内海 成彰 Utsumi Nariaki?)/Kamen Rider Mad Rogue (仮面ライダーマッドローグ Kamen Raidā Maddo Rōgu?): Es el asistente de Gentoku en su misión de descifrar el misterio de la Pandora Box. Posteriormente colaboraría con Namba Heavy Industries con el mismo propósito. Cuando Jūzaburō es traicionado por Evolt decide aliarse con él a cambio de poder.[7]
- Evolt (エボルト Eboruto?)/Blood Stalk (ブラッドスターク Buraddo Sutāku?)/Kamen Rider Evol (仮面ライダーエボル Kamen Raidā Eboru?): Es una antigua entidad que causó la destrucción de la civilización de Marte mediante el poder de la Pandora Box. Llegó a la tierra usando el cuerpo de Sōichi con la intención de causar el mismo desastre pero los resultados no fueron los esperados, por lo cual se vio obligado a seguir usando a Sōichi para manipular los eventos y conseguir su objetivo. Durante la serie desarrolla un inusual interés por Ryūga y sus habilidades debido a que este contiene la parte de su ADN que necesita par alcanzar su forma completa.[8][9]

### Aliados
- Misora Isurugi (石動 美空 Isurugi Misora?): Es la hija de Sōichi Isurugi que ayuda a Sento con sus experimentos, tiene la habilidad de purificar los componentes de Smash y crear las esencias para las Full Bottles
- Sawa Takigawa (滝川 紗羽 Takigawa Sawa?): Es una periodista que investiga todo lo relacionado con los Smash y la Pandora Box, aunque inicialmente espiaba a Sento bajo las órdenes de Jūzaburō, luego se arrepiente de su actitud y decide ayudarlo a develar el misterio de la Pandora Box y Faust
- Sōichi Isurugi (石動 惣一 Isurugi Sōichi?): Es el padre de Misora y dueño del café Nascita, en cuyo sótano se encuentra el laboratorio de Sento. Sōichi fue el astronauta que descubrió la Pandora Box en Marte, pero al contacto con esta fue poseído por la maligna entidad Evol. Fue forzado a trabajar para Faust y oponerse a Build para conseguir liberar el poder de la Pandora Box y permitir que Evol pudiera hacerse con su poder.
- Taizan Himuro (氷室 泰山 Himuro Taizan?): Era el primer ministro de Tōto y el padre de Gentoku. Su mayor preocupación era la reunificación de Japón. Manteniéndose en línea con los ideales pacifistas de Tōto, estaba en contra de la idea de crear un ejército para la guerra, pero aceptaba el uso de Guardianes como una forma de defensa necesaria. Es asesinado por Evol al proteger a Gentoku de su poder.
- Vernage (ベルナージュ Berunāju?): Era la reina de Marte hasta que el poder de la Pandora Box destruyó el planeta. Su espíritu reside en el brazalete de Misora y ocasionalmente toma posesión de su cuerpo para comunicarse con Sento. Cuando lo hace los ojos de Misora se tornan verdes y la envuelve un aura dorada.
- Shinobu Katsuragi (葛城 忍 Katsuragi Shinobu?): Es el padre de Takumi Katsuragi, solía ser un científico del Instituto de Física de Tōto que lideró la expedición a Marte donde fue encontrada la Pandora Box, se creía muerto pero en realidad estaba trabajando para Evolt, creando Smash más fuertes. Más tarde es revelado que en realidad sólo fingía trabajar para Evolt con el fin de que este no sospechara mientras Shinobu buscaba la forma para derrotarlo.

### Villanos
- Faust (ファウスト Fausuto?): es una malvada organización que busca utilizar la tecnología de la Pandora Box para crear "la última forma de vida", el arma más poderosa, para lo cual experimentan con humanos convirtiéndolos en Smash, criaturas resultantes de la infección de la víctima con una esencia maligna, como resultado el humano pierde todos sus recuerdos y adquiere tendencias violentas. para restaurar a la víctima a su estado normal se debe derrotar al Smash y purificar su esencia
  - Takumi Katsuragi (葛城 巧 Katsuragi Takumi?): Era un investigador en el Instituto de Física de Tōto que deseaba entender los alcances del poder de la Pandora Box, experimentando con humanos para transformarlos en Smash y crear formas de vida más poderosas. Sin embargo luego de conocer las verdaderas intenciones de Evolt decidió dar marcha atrás, pero fue detenido por Evolt, aparentemente asesinándolo y manipulando los hechos para culpar a Ryūga. Sin embargo luego es revelado que en realidad Evolt sólo borró sus recuerdos y modificó su apariencia para hacerlo pasar por otra persona.
  - Jūzaburō Nanba (難波 重三郎 Nanba Jūzaburō?): Es el presidente de Nanba Heavy Industries. Quiere usar el sistema Kamen Rider como arma militar y colabora con Faust por este motivo. Es asesinado por Evolt para hacerse con su industria.
- Fū Washio (鷲尾 風 Washio Fū?)/Remocon Bros (リモコンブロス Rimokon Burosu?) y Rai Washio (鷲尾 雷 Washio Rai?)/Engine Bros (エンジンブロス Enjin Burosu?): Son dos asesinos que trabajan para Seito y siguen a Rogue. Poseen la capacidad de combinar sus poderes, formando a Hell Bros (ヘルブロス Heru Burosu?)
- Masaru Ōyama (大山勝 Ōyama Masaru?)/Akaba (赤羽 Akaba?), Shūya Aikawa (相川 秀也 Aikawa Shūya?)/Aoba (青羽 Aoba?) y Shōkichi Mihara (三原 昌吉 Mihara Shōkichi?)/Kiba (黄羽 Kiba?): Son tres mercenarios de Hokuto que siguen a Grease, apoyandolo en sus misiones. Poseen la facultad de transformarse en Smash conservando su personalidad y recuerdos. Los tres son víctimas de las fuerzas de Seito.

## Lista de episodios
Los títulos de los episodios contienen una palabra escrita en katakana, y la otra parte escrita en Kanji
1. El único con la mejor combinación (ベストマッチな奴ら Besuto Macchi na Yatsu ra?)[10]
2. El fugitivo inocente (無実のランナウェイ Mujitsu no Rannawei?)[11]
3. La frontera de la justicia (正義のボーダーライン Seigi no Bōdārain?)[12]
4. El testimonio será cero (証言はゼロになる Shōgen Wa Zero ni naru?)[13]
5. Identidad peligrosa (危ういアイデンティティー Ayaui Aidentitī?)[14]
6. Moonsault[Notas 1] de furia (怒りのムーンサルト Ikari no Mūnsaruto?)[15]
7. El científico del diablo (悪魔のサイエンティスト Akuma no Saientisuto?)[16]
8. La memoria empieza a hablar (メモリーが語りはじめる Memorī Ga Katari Hajimeru?)[17]
9. La trampa del Proyecto Build (プロジェクトビルドの罠 Purojekuto Birudo No Wana?)[18]
10. Tecnología de destrucción (滅亡のテクノロジー Metsubō No Tekunorojī?)[19]
11. Dragón ardiente (燃えろドラゴン Moero Doragon?)[20]
12. Teoría de conspiración (陰謀のセオリー Inbō no Seorī?)[21]
13. ¿Quién se quita el velo? (ベールを脱ぐのは誰？ Bēru o Nugu no wa Dare??)[22]
14. El falso Kamen Rider (偽りの仮面ライダー Itsuwari no Kamen Raidā?)[23]
15. ¡Juzgando a Sento Kiryū! (桐生戦兎をジャッジしろ！ Kiryū Sento Jajji Shiro!?)[24]
16. El héroe del armamento (兵器のヒーロー Heiki no Hīro?)[25]
17. Comienza la guerra de los Riders (ライダーウォーズ開戦 Raidā Wōzu Kaisen?)[26]
18. El soldado dorado (黄金のソルジャー Ōgon no Sorujā?)[27]
19. El objeto prohibido (禁断のアイテム Kindan no Aitemu?)[28]
20. El gatillo del diablo (悪魔のトリガー Akuma no Torigā?)[29]
21. El peligro imparable (ハザードは止まらない Hazādo wa Tomaranai?)[30]
22. Victoria de lágrimas (涙のビクトリー Namida no Bikutorī?)[31]
23. El fantasma del oeste (西のファントム Nishi no Fantomu?)[32]
24. Un hombre llamado Rogue (ローグと呼ばれた男 Rōgu to Yoba Reta Otoko?)[33]
25. El ídolo despierta (アイドル覚醒 Aidoru Kakusei?)[34]
26. El traicionero combate a muerte (裏切りのデスマッチ Uragiri no Desumatchi?)[35]
27. El héroe de contraataque (逆襲のヒーロー Gyakushū no Hīrō?)[36]
28. El genio llega con un tanque (天才がタンクでやってくる Tensai ga Tanku de Yattekuru?)[37]
29. La campana de apertura suena (開幕のベルが鳴る Kaimaku no Beruganaru?)[38]
30. La verdad de la Pandora Box (パンドラボックスの真実 Pandora Bokkusu no Shinjitsu?)[39]
31. Magma creciente (ほとばしれマグマ！ Hotobashire Maguma!?)[40]
32. Tragedia programada (プログラムされた悲劇 Puroguramu sa Reta Higeki?)[41]
33. El arma final: Evol (最終兵器エボル Saishū Heiki Eboru?)[42]
34. La mejor combinación rota (離れ離れのベストマッチ Hanarebanare no Besuto Matchi?)[43]
35. Torre de destrucción (破滅のタワー Hametsu no Tawā?)[44]
36. Evolt caza a las estrellas (エボルトは星を狩る Eboruto wa Hoshi O Karu?)[45]
37. La última fase (究極のフェーズ Kyūkyoku no Fēzu?)[46]
38. Mundo loco (マッドな世界 Maddo na Sekai?)[47]
39. El genio imparable (ジーニアスは止まらない Jīniasu wa Tomaranai?)[48]
40. La revolución final (終末のレボリューション Shūmatsu no Reboryūshon?)[49]
41. La verdad de la mejor combinación (ベストマッチの真実 Besuto Matchi no Shinjitsu?)[50]
42. Legado de duda (疑惑のレガシー Giwaku no Regashī?)[51]
43. Otro Build (もう一人のビルド Mōhitori no Birudo?)[52]
44. El fin de Evolt (エボルトの最期 Eboruto no Saigo?)[53]
45. El científico de la esperanza (希望のサイエンティスト Kibō no Saientisuto?)[54]
46. Un juramento para ser el único (誓いのビー・ザ・ワン Chikai no Bī za Wan?)[55]
47. Llamas a cero grados (ゼロ度の炎 Zero-do no Honō?)[56]
48. A un mundo de amor y paz (ラブ＆ピースの世界へ Rabu ando Pīsu no Sekai e?)[57]
49. El mañana que Build creará (ビルドが創る明日 Birudo ga Tsukuru Ashita?)[58]

### Películas
- Kamen Rider Heisei Generations FINAL: Build & Ex-Aid with Legend Riders (仮面ライダー平成ジェネレーションズFINALビルド＆エグゼイドwithレジェンドライダー Kamen Raidā Heisei Jenerēshonzu Fainaru: Birudo ando Eguzeido wizu Rejendo Raidā?): Película Crossover entre Kamen Rider Build y su serie predecesora Kamen Rider Ex-Aid, cuenta con al aparición de algunos Riders de la era Heisei. Estrenada el 9 de diciembre de 2017
- Kamen Rider Build: Be The One (劇場版 仮面ライダービルド: ビー・ザ・ワン Gekijō-ban Kamen Raidā Birudo: Bī Za Wan?): Estrenada el 4 de agosto de 2018[59]
- Kamen Rider Build NEW WORLD (仮面ライダービルドNEW WORLD Kamen Raidā Birudo Nyū Warudo?): Especial para video que actúa como epílogo de la serie. estrenado 24 de abril de 2019.

## Reparto
- Sento Kiryū: Atsuhiro Inukai
- Ryūga Banjō: Eiji Akaso
- Misora Isurugi: Kaho Takada
- Kazumi Sawatari: Kōhei Takeda
- Gentoku Himuro: Kensei Mikami
- Nariaki Utsumi: Yuki Ochi
- Sawa Takigawa: Yukari Taki
- Evolt: Tetsuo Kanao
- Sōichi Isurugi: Yasuyuki Maekawa
- Taizan Himuro: Meikyō Yamada
- Vernage: Sora Amamiya
- Shinobu Katsuragi: Joji Kokubo
- Takumi Katsuragi: Yukiaki Kiyama
- Jūzaburō Nanba: Akira Hamada
- Fū Washio: Osamu Adachi
- Rai Washio: Yūdai Nasuda
- Masaru Ōyama: Eishin
- Shūya Aikawa: Tateto Serizawa
- Shōkichi Mihara: Takuya Yoshimura
- Voz del Build Driver: Katsuya Kobayashi
- Narrador: Bucky Koba

## Temas musicales

### Tema de entrada
- "Be The One"
  - Letra: Kenji Kawai
  - Música Tetsuya Komuro
  - Arreglos Daisuke Asakura
  - Intérprete: PANDORA ft. Beverly

### Tema de cierre
- "Be The One"
  - Letra: Kenji Kawai
  - Música Tetsuya Komuro
  - Arreglos Daisuke Asakura
  - Intérprete: PANDORA ft. Beverly